# Colombiaans-Surinaamse betrekkingen
Colombiaans-Surinaamse betrekkingen verwijzen naar de huidige en historische betrekkingen tussen Colombia en Suriname.
Beide landen behoren tot de Gemeenschap van Latijns-Amerikaanse en Caraïbische Staten, de Organisatie van Amerikaanse Staten, de Unie van Zuid-Amerikaanse Naties en Mercosur.

## Geschiedenis
De regeringen van beide landen gingen in 1978 diplomatieke betrekkingen aan.
Na de Decembermoorden in 1982 na Nederland resoluut het besluit om de geldkraan dicht te draaien, waardoor Suriname in acute geldnood kwam. Tevergeefs probeerde het militaire regime om geld bij internationale instellingen als de IDB te verkrijgen. Ook bouwde het aan een groot zakenimperium van houtkap, gouddelving en casino's, terwijl het volk leed onder de armoede en intimidatie. Met Colombiaanse dubieuze zakenlieden werd een lening gesloten van 46 miljoen; Jules Sedney, de directeur van de Centrale Bank van Suriname, weigerde te tekenen en vluchtte het land uit; volgens een anonieme bron van Het Parool had Henk Herrenberg een centrale rol gespeeld in deze deal.
Op 19 mei 2019 bracht de minister van Buitenlandse Zaken van Colombia, Carlos Holmes Trujillo, een bezoek aan Suriname, waar hij een ontmoeting had met de minister van Buitenlandse Zaken, Yldiz Pollack-Beighle; beiden ondertekenden een Memorandum of Understanding voor academische samenwerking.

## Handelsbetrekkingen
Suriname importeerde in 2017 ter waarde van bijna vijf miljoen Amerikaanse dollar uit Colombia, terwijl het 83 duizend dollar ernaartoe exporteerde. Voor beide landen zijn landbouwproducten de belangrijkste handelswaar.

## Diplomatieke banden
Columbia wordt in Suriname vertegenwoordigd vanuit de ambassade in Port of Spain in Trinidad en Tobago. Suriname wordt in Colombia vertegenwoordigd vanuit de Ambassade in Venezuela